# Малый Нягов
Малый Нягов (Уваровка) — река в России, протекает по Знаменскому району Омской области (Знаменский район). Устье реки находится в 5 км по левому берегу реки Большой Нягов. Длина реки составляет 17 км.
На реке населённые пункты: урочище Уваровка, деревня Поляки.

## Данные водного реестра
По данным государственного водного реестра России относится к Иртышскому бассейновому округу, водохозяйственный участок реки — Оша, речной подбассейн реки — бассейны притоков Иртыша до впадения Ишима. Речной бассейн реки — Иртыш.